# Genesis (album)
Genesis je dvanaesti studijski album britanskog sastava Genesis. 

## Popis pjesama
Strana A
1. "Mama" – 6:46
2. "That's All" – 4:22
3. "Home by the Sea" – 4:46
4. "Second Home by the Sea" – 6:22

Strana B
1. "Illegal Alien" – 5:12
2. "Taking It All Too Hard" – 3:54
3. "Just a Job to Do" – 4:44
4. "Silver Rainbow" – 4:27
5. "It's Gonna Get Better" – 5:00

## Izvođači
- Phil Collins - vokal, bubnjevi, udaraljke
- Tony Banks - klavijature, prateći vokal
- Mike Rutherford - gitara, bas-gitara, prateći vokal